# Mezium
Mezium là một chi bọ cánh cứng present miền nhiệt đới châu Phi, vùng Australian, miền Cổ bắc (bao gồm châu Âu), Cận Đông, miền Tân bắc, miền Tân nhiệt đới và Bắc Phi.

## Hình ảnh

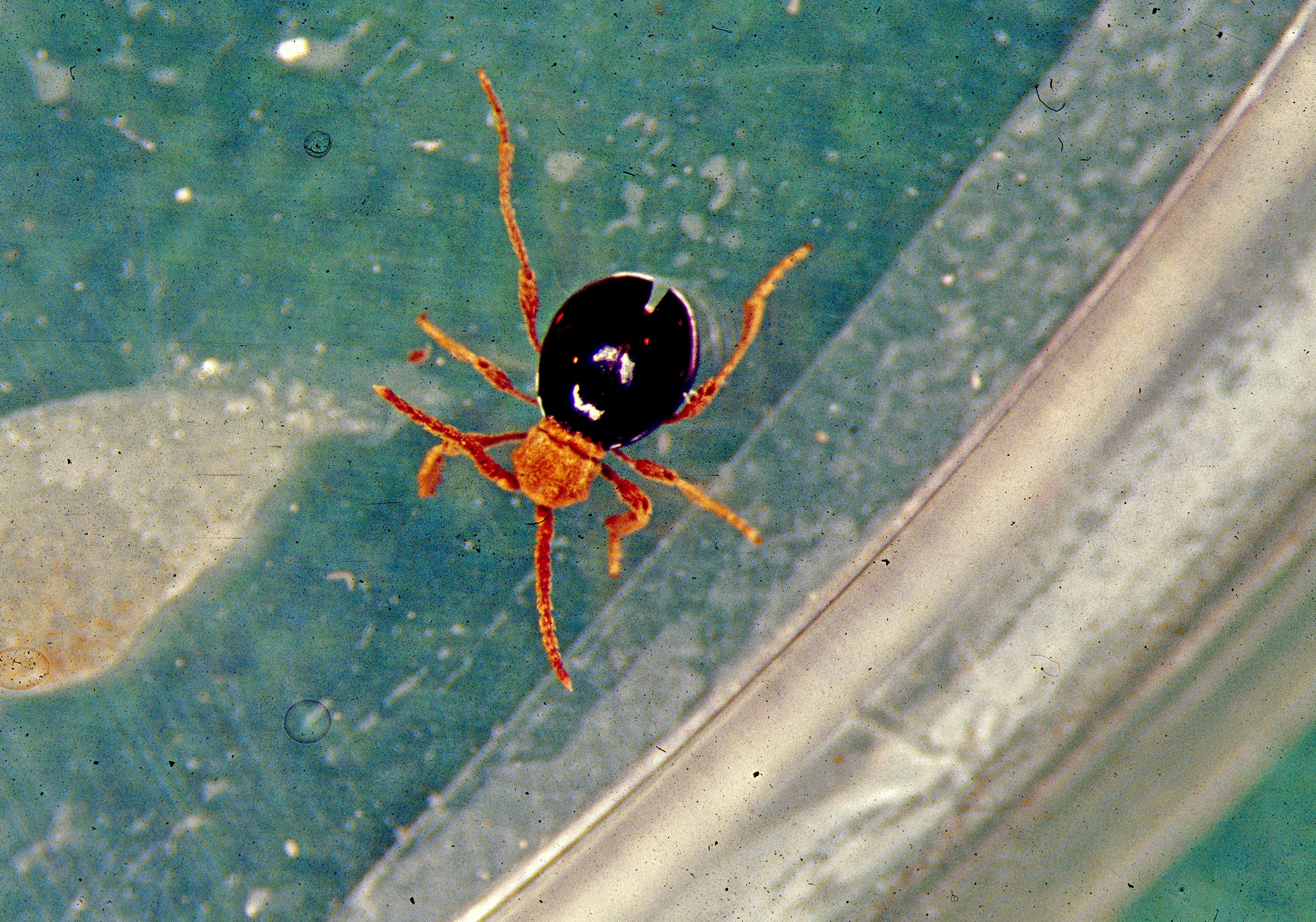
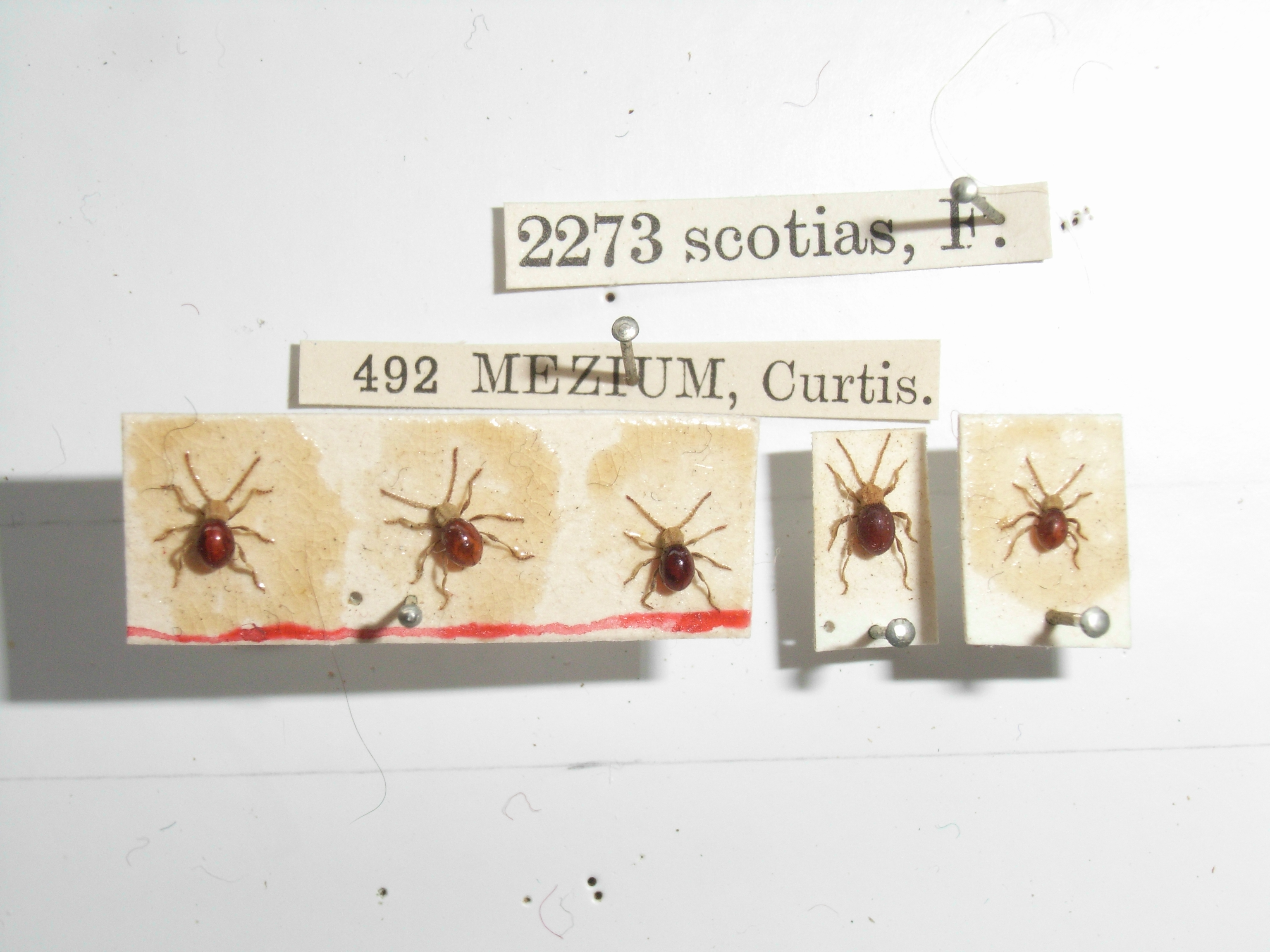
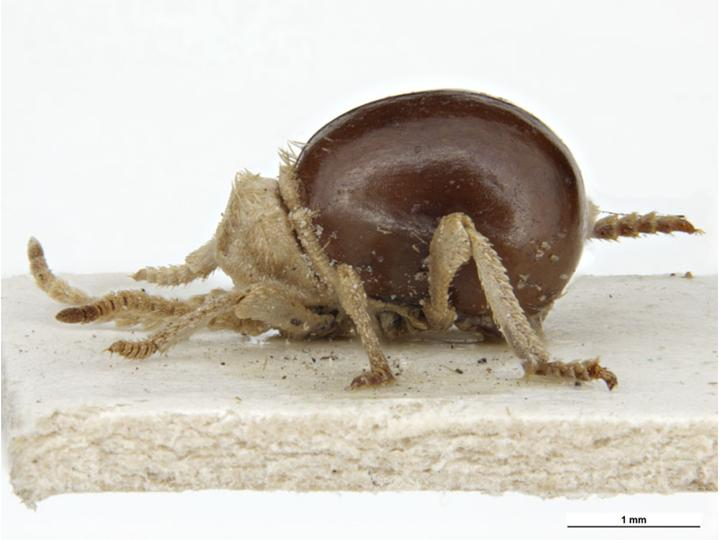